# Stora Grycken
Stora Grycken är en sjö i Falu kommun och Säters kommun i Dalarna och ingår i Dalälvens huvudavrinningsområde. Sjön har en area på 0,549 kvadratkilometer och ligger 219,2 meter över havet.

## Delavrinningsområde
Stora Grycken ingår i det delavrinningsområde (671130-150665) som SMHI kallar för Inloppet i Ösjön. Medelhöjden är 236 meter över havet och ytan är 16,32 kvadratkilometer. Det finns inga avrinningsområden uppströms utan avrinningsområdet är högsta punkten. Nyängsån som avvattnar avrinningsområdet har biflödesordning 2, vilket innebär att vattnet flödar genom totalt 2 vattendrag innan det når havet efter 191 kilometer. Avrinningsområdet består mestadels av skog (77 procent). Avrinningsområdet har 0,68 kvadratkilometer vattenytor vilket ger det en sjöprocent på 14,7 procent.